# 1972年札幌オリンピックのフランス選手団
1972年札幌オリンピックのフランス選手団（1972ねんさっぽろオリンピックのフランスせんしゅだん）は、1972年2月3日から2月13日まで日本の北海道札幌市で開催された1972年札幌オリンピックのフランス選手団、およびその競技結果。

## 概要
今大会では銀メダル1個、銅メダル2個の計3個のメダルを獲得した。フランス選手団が金メダル無しに終わったのは、1956年コルチナ・ダンペッツオオリンピック以来。
フィギュアスケートではパトリック・ペラが、1968年グルノーブルオリンピックに続き2大会連続の銅メダルを獲得した。

## メダル
| メダル | 選手名                   | 競技               | 種目         |
| ------ | ------------------------ | ------------------ | ------------ |
| 銀     | ダニエル・デベルナール   | アルペンスキー     | 女子回転     |
| 銅     | フロランス・ステュレール | アルペンスキー     | 女子回転     |
| 銅     | パトリック・ペラ         | フィギュアスケート | 男子シングル |